# Апуре (река)
Апуре (шп. Río Apure) је лева притока реке Ориноко у Венецуели. Дуга је 1580 km. Извире у северним Андима (Cordillera de Mérida). У раздобљу киша (април—октобар пловна је готово целим током, а за сушног периода до Сан Фернанда.